# Keturah Orji
Keturah Amarachukwu Orji (Hoboken, 5 marzo 1996) è una triplista e lunghista statunitense, detentrice del record nazionale del salto triplo.

## Palmarès
| Anno | Manifestazione      | Sede           | Evento         | Risultato | Prestazione | Note                                     |
| ---- | ------------------- | -------------- | -------------- | --------- | ----------- | ---------------------------------------- |
| 2013 | Mondiali U18        | Donec'k        | Salto in lungo | Argento   | 6,39 m      | Miglior prestazione personale            |
| 2013 | Mondiali U18        | Donec'k        | Salto triplo   | Bronzo    | 13,69 m     | Miglior prestazione personale            |
| 2014 | Mondiali U20        | Eugene         | Salto triplo   | 9ª        | 13,29 m     |                                          |
| 2016 | Mondiali indoor     | Portland       | Salto triplo   | 4ª        | 14,14 m     | Miglior prestazione personale stagionale |
| 2016 | Giochi olimpici     | Rio de Janeiro | Salto triplo   | 4ª        | 14,71 m     | Record nazionale                         |
| 2018 | Mondiali indoor     | Birmingham     | Salto triplo   | 5ª        | 14,31 m     |                                          |
| 2019 | Giochi panamericani | Lima           | Salto in lungo | Argento   | 6,66 m      |                                          |
| 2019 | Mondiali            | Doha           | Salto triplo   | 7ª        | 14,46 m     |                                          |
| 2021 | Giochi olimpici     | Tokyo          | Salto triplo   | 7ª        | 14,59 m     |                                          |
| 2022 | Mondiali indoor     | Belgrado       | Salto triplo   | 7ª        | 14,42 m     | Miglior prestazione personale stagionale |
| 2022 | Mondiali            | Eugene         | Salto triplo   | 6ª        | 14,49 m     | w                                        |
| 2022 | Campionati NACAC    | Freeport       | Salto triplo   | Argento   | 14,32 m     |                                          |
| 2023 | Mondiali            | Budapest       | Salto triplo   | 9ª        | 14,33 m     |                                          |
| 2024 | Mondiali indoor     | Glasgow        | Salto triplo   | 4ª        | 14,36 m     |                                          |
| 2024 | Giochi olimpici     | Parigi         | Salto triplo   | 9ª        | 14,05 m     |                                          |

## Campionati nazionali
- 5 volte campionessa nazionale del salto triplo (2016, 2017, 2018, 2019, 2021)
- 1 volta campionessa nazionale indoor del salto triplo (2019)